# 瑞浪市立釜戸中学校
瑞浪市立釜戸中学校（みずなみしりつ かまどちゅうがっこう）は、かつて岐阜県瑞浪市釜戸町にあった公立中学校。

## 概要
- 釜戸小学校の児童が進学していた。
- 2019年に瑞浪市立瑞浪北中学校が新設[1]されるに伴い、2019年3月31日に閉校した。閉校時の生徒数は79名。閉校後はプロポーザル方式で選定された民間業者に敷地を売却（施設は無償譲渡）され[2]、2022年現在、司企業株式会社岐阜釜戸営業所となっている。校舎は改修され、転用されている。

## 沿革
- 1947年（昭和22年）4月 - 土岐郡釜戸村に釜戸村立釜戸中学校として開校。釜戸小学校の校舎の一部を仮校舎とする。
- 1953年（昭和28年） - 現在地に木造校舎が完成し、移転。
- 1954年（昭和29年）4月1日 - 瑞浪土岐町、稲津村、釜戸村、大湫村、日吉村、明世村（山野内、月吉、戸狩）、恵那郡陶町と合併し瑞浪市が発足。同時に瑞浪市立釜戸中学校に改称する。
- 1961年（昭和36年）4月 - 大湫中学校を統合する。
- 1995年（平成7年）12月13日 - 火災により特別教室の一部を除き校舎を全焼する[3]。
- 1998年（平成10年） - 新校舎（鉄筋コンクリート造3階建）が完成。
- 1999年（平成11年） - 体育館が完成。
- 2019年（平成31年）
  - 3月21日 - 閉校式を行う。
  - 3月31日 - 閉校。